# Pandora und der Fliegende Holländer
Pandora und der Fliegende Holländer ist ein Filmdrama von Albert Lewin, der die Sage des Fliegenden Holländers mit der Gestalt Pandoras aus der griechischen Mythologie (in Verkörperung einer „Femme fatale“) verbindet. Der Film wurde von Dorkay Productions/Romulus Film produziert und kam im Verleih der MGM am 15. Oktober 1951 in die US-amerikanischen Kinos (Deutschland 11. August 1953, Frankreich 19. September 1951).
Das Werk gilt heute als Kultfilm und besticht nicht nur durch die farbgesättigten Technicoloraufnahmen des Kameramanns Jack Cardiff, sondern auch durch die literarischen Ansprüche des Skripts.
Der amerikanische Regisseur Lewin war ein ehemaliger, in Harvard ausgebildeter Englischlehrer, der in den 1930er Jahren enger Vertrauter und Privatsekretär Irving Thalbergs bei MGM war, danach als Produzent bei Paramount arbeitete und ab 1942 als Regisseur eigene Filme drehte.

## Handlung

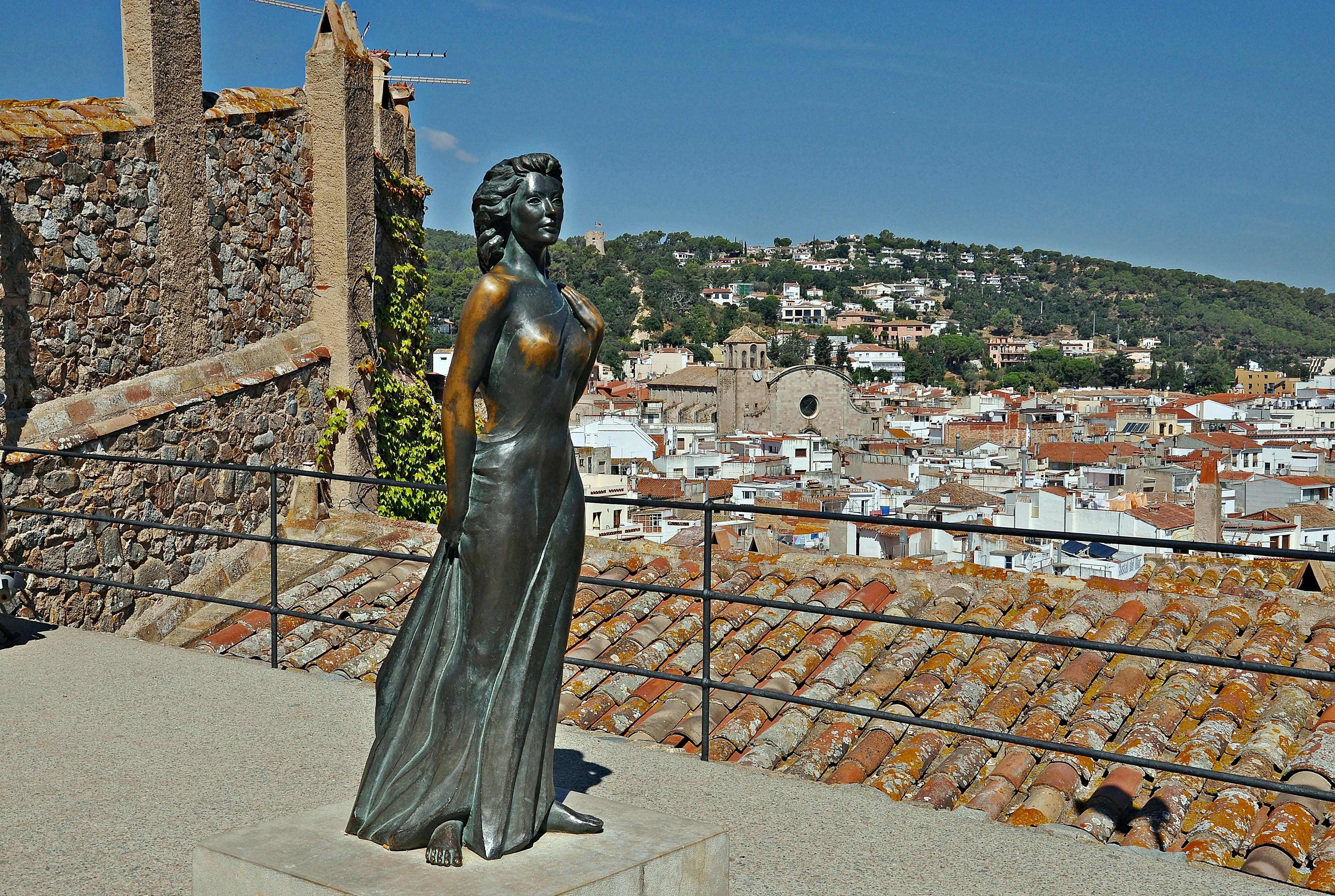
Statue Ava Gardners als Pandora in Tossa de Mar

Im Herbst 1930 werden in dem fiktiven spanischen Küstenstädtchen Esperanza die Körper eines Mannes und einer Frau angeschwemmt, die sich im Tod an den Händen zu halten scheinen. Neben ihnen liegt ein aufgeschlagener Gedichtband. In mehreren Rückblenden blickt der Erzähler Geoffrey, offenbar ein Archäologe oder Geschichtswissenschaftler, daraufhin auf das vergangene halbe Jahr zurück:
Die Nachtclubsängerin Pandora ist der umschwärmte Mittelpunkt einer kleinen Gruppe anglo-amerikanischer Freunde. Alle Männer sind in sie verliebt (wie der Rennfahrer Stephen Cameron und der spanische Stierkämpfer Montalvo); sie aber ist von ihnen gelangweilt, hält sie hin und bedeutet letztlich für viele das Verderben (etwa für Reggie Demarest und den Stierkämpfer Montalvo, die letztlich ihr Leben um ihretwillen verlieren). Pandora wiederholt ein Zitat Geoffreys, das Maß für die Liebe sei das, was jemand dafür zu opfern bereit sei, worauf Cameron ihr zuliebe seinen Rennwagen über die Klippen fährt. Sie willigt ein, ihn am 3. September des Jahres zu heiraten.
Die Yacht des geheimnisvollen Niederländers Hendrick van der Zee, die am Abend des 9. März vor der Küste ankert, erweckt Pandoras Neugier. Sie schwimmt in derselben Nacht aus einer Laune heraus zu seiner Yacht hinaus und sieht durch ein Fenster, wie van der Zee ein Bild malt, dessen zentrale Figur, die mythologische Pandora, ihr stark ähnelt. In der folgenden Zeit verliebt sich Pandora allmählich in van der Zee, trifft jedoch weiterhin alle Vorbereitungen für die Hochzeit mit Stephen.
In einer Rückblende – van der Zee übersetzt für Geoffrey ein altes niederländisches Manuskript – stellt sich heraus, dass dieser der Fliegende Holländer ist, einst ein Schiffskapitän in den Spanischen Niederlanden, der im Affekt seine scheinbar untreue Frau erstach und wegen seiner maßlosen Selbstüberhebung und Empörung gegen Gott dazu verdammt ist, nicht sterben zu können, sondern äußerstenfalls bis zum Jüngsten Gericht mit seinem Schiff die Erde zu umsegeln, auf der Suche nach einer Frau, die sowohl treu als auch schön ist, und bereit, für ihn zu sterben, auf dass er die Bedeutung der Liebe erkenne. Alle sieben Jahre ist es ihm erlaubt, an Land zu gehen und sich unter den Sterblichen aufzuhalten, um nach dieser Frau zu suchen. Dass es sich um den Fliegenden Holländer handelt, wird für Geoffrey schlagartig daraus ersichtlich, dass van der Zee ganze Passagen des Manuskripts auswendig rezitieren kann. Auch erkennt der Zuschauer in der Rückblende der Erinnerungen des Holländers, dass Pandora seiner einstigen Ehefrau vollkommen gleicht.
Dem hochmütigen Stierkämpfer Montalvo, der Pandora ebenfalls für sich gewinnen möchte, sagt seine Mutter, eine Zigeunerin, aus den Karten den Tod voraus, er aber schlägt ihre Warnungen in den Wind. Er ahnt, dass Pandoras Zuneigung eigentlich van der Zee gilt, macht ihr jedoch einen Heiratsantrag, den sie ablehnt. Nachts sucht er van der Zee auf und ersticht ihn aus Eifersucht. Einige Zeit danach jedoch erhebt sich van der Zee wieder, da er nicht sterben kann, und erscheint mitten in einem Stierkampf, den Montalvo bestreitet und dem auch Pandora und ihre Freunde zusehen. Montalvo, der van der Zee tot glaubte, gerät durch seinen Anblick dermaßen aus der Fassung, dass er von dem Stier mehrmals auf die Hörner genommen wird und später an diesem Tag in einem nahegelegenen Kloster seinen Verletzungen erliegt. Zuvor beichtet er noch und berichtet auch Pandora auf dem Sterbebett davon, dass er van der Zee erstochen habe. Diese ist eigenartig berührt.
Auf die Frage van der Zees in einem nächtlichen Gespräch, ob Pandora für ihn ihr Leben opfern würde, bejaht sie das; auf die Gegenfrage, was er für sie bereit wäre aufzugeben, nennt er die Erlösung von seinem Schicksal. Aus Liebe beginnt er unvermittelt einen Streit und kündigt das baldige Auslaufen seines Schiffes noch vor Pandoras Hochzeit mit Stephen an. Am Vorabend ihrer Hochzeit gibt Geoffrey Pandora die Übersetzung des niederländischen Manuskriptes über den Fliegenden Holländer zu lesen. Pandora schwimmt in der Nacht wieder zur Yacht van der Zees hinaus, die von einer Flaute noch im Hafen festgehalten wurde. Sie sprechen von ihrer Liebe zueinander, die Zeit scheint stillzustehen; das Schiff sinkt in einem plötzlich aufgezogenen Gewittersturm. Mit den beiden Körpern wird auch ein Gedichtband angetrieben, den Geoffrey dem Holländer geliehen hatte und den er auf diese Weise „zurückgibt“.

## Sonstiges
- Der Film wurde hauptsächlich im katalanischen Tossa de Mar an der Costa Brava (sowie anderen Orten dort wie Girona) und in den Shepperton Studios in London gedreht.
- Ava Gardner singt auch How Am I to Know. Zu hören ist weiterhin You´re driving me crazy.
- Mario Cabré war tatsächlich ein bekannter Stierkämpfer, bevor er sich aus der Arena zurückzog und der Schauspielerei zuwandte.
- James Masons damalige Frau Pamela ist in einer Nebenrolle zu sehen.
- Das Seemannslied der „Geisterbesatzung“ des fliegenden Holländers wurde in der deutschen Synchronisation durch eine Tonfolge ersetzt, die wohl eine unirdische Atmosphäre andeuten soll, wodurch das Motiv des Liedes, das in der Filmmusik an mehreren Stellen aufgegriffen wird, allerdings seinen Bezug verliert.

## Literarische Bezüge
Das in dem Film zitierte Gedicht Dover Beach von 1867 stammt von Matthew Arnold:

„The sea of faith was once, too, at the full

and round earth's shore

…

And we are here as on a darkling plain

Swept with confused alarms of struggle and flight,

Where ignorant armies clash by night.“

Mehrmals, zu Beginn und am Ende des Films, werden Zeilen aus den Rubaiyat von Omar Chayyām in der Übersetzung von Edward FitzGerald wiedergegeben:

„The Moving Finger writes: and, having writ,

Moves on: nor all thy Piety nor Wit

Shall lure it back to cancel half a Line,

Nor all thy Tears wash out a Word of it.“

## Kritik
„Ein reizvoller, atmosphärisch dichter Film.“
Während der Film der englischen Kritik im Allgemeinen zu prätentiös erschien, wurde er von der französischen Kritik gefeiert, wo Kritiker wie Ado Kyrou von den Cahiers du Cinema eine Verbindung zu den Surrealisten (L'Âge d'Or von Luis Bunuel oder Salvador Dalí) schlugen. Lewin selbst räumte einen surrealistischen Einfluss ein, er war mit Man Ray und Max Ernst befreundet und sammelte deren Kunst. Man Ray machte auch die Standbilder von Ava Gardner und schuf das Bildnis der mythologischen Pandora für den Film.
„A woman unable to love and a man unable to die — a baroque synthesis of classical myth and Germanic legend set in Spain around 1930“ („Eine Frau, die unfähig ist zu lieben und ein Mann, der nicht fähig ist zu sterben – eine barocke Synthese eines klassischen Mythos und einer germanischen Legende ins Spanien von 1930 übertragen“), Susan Felleman in Botticelli in Hollywood – the Films of Albert Lewin, 1997
„Lewin's extraordinary film […] combines a script of exuberant literacy with a visual splendour often bordering on the surreal.“ („Lewins außergewöhnlicher Film […] verbindet ein literarisch überschäumendes Skript mit einer visuellen Strahlkraft, die oft ans Unwirkliche grenzt“), Richard Rayner in Time Out
„A masterpiece of unconscious kitsch, a film as monstrously, adorably, munificently bad as any that I've seen“ („Ein Meisterwerk des unterbewußten Kitsches, ein Film, der auf so monströse, bewundernswerte und generöse Weise schlecht ist wie nur irgendeiner, den ich je gesehen habe“), Alexander Walker 1985
„Pandora achieves a feverish, dreamlike quality, with its eerie landscapes — forced perspectives littered by fragments of classical statuary, derived from de Chirico’s surrealist paintings — flashbacks within flashbacks and elevated language. […] It should be kitsch, and yet Pandora carries such conviction that it achieves a kind of crazy grandeur […]“ („Pandora erreicht mit seinen unheimlichen Landschaften – erzwungenen Perspektiven, in denen Bruchstücke klassischer Statuen verstreut sind, die aus der surrealistischen Malerei de Chiricos stammen könnten – Rückblenden innerhalb von Rückblenden und seiner erhabenen Sprache eine fiebrige, traumartige Qualität […] Er [der Film] sollte kitschig sein, und doch ist Pandora von einer solchen Überzeugungskraft, dass er eine gewisse wahnwitzige Erhabenheit ausstrahlt […]“), Dave Kehr, Mythic Mash-Up in Feverish Color, 2010
„Mr. Mason gets very little help from Miss Gardner, whose acting consists of a series of star poses, or indeed from a script of quite incredible pretentiousness which every now and again demands that Mr. Mason recite what Miss Gardner persists in calling ‚a pome‘“, London Times, 1951 („Mr. Mason hat sehr wenig Hilfe an Miss Gardner, deren Spiel aus einer Reihe von Posen eines Stars besteht, wie auch an dem Skript, das von einer unglaublichen Anmaßung ist und fallweise verlangt, dass Mr. Mason rezitiert, was Miss Gardner beharrlich ‚Kernobst‘ zu nennen beliebt.“)
Der Kritiker des Observers, C. A. Lejeune, der dem Film im Übrigen vorhersagte, er werde in wenigen Jahren aus den Sammlungen jedes Kenners verschwunden sein, 1951: „I´m sorry to think that our country will be blamed for its inadequacy: in the technical sense the thing is undoubtedly British, but in a deeper sense it is no more British or European than the samba, the jukebox or the rye highball.“ („Es ist schade, dass unser Land für seine Unzulänglichkeit beschuldigt werden wird: im technischen Sinne ist diese Sache unzweifelhaft britisch, in einem tieferen jedoch nicht britischer oder europäischer als der Samba, die Jukebox oder der Rye Highball.“)